# Кузьмин, Дмитрий Геннадьевич
Дмитрий Геннадьевич Кузьмин (род. 28 июня 1975, Берёзовский, Кемеровская область, СССР) — российский политик. Представитель Законодательного собрания Кемеровской области в Совете Федерации (2018 — 2023).

## Биография
Окончил Кузбасский государственный технический университет по специальности «Открытые горные работы». Работал в страховой компании. С 2000 года заместитель главы города Берёзовский. Член партии «Единая Россия». c 2008 по 2011 годы работал в «Энергосбытовой компании Кузбасса» (ООО «ЭСКК»). С 2011 по 2018 генеральный директор ХК «СДС-Энерго». Баллотировался в Кемеровский облсовет от ЕР по Топкинской региональной группе. Отказался от мандата. C 2018 года — член Комитета СФ по федеративному устройству, региональной политике, местному самоуправлению и делам Севера. С 2013 по 2018 годы был депутатом Кемеровского горсовета.
С 9 марта 2022 года находится под персональными санкциями ЕС.
Из-за поддержки российско-украинской войны — под санкциями 27 стран ЕС, Великобритании, США, Канады, Швейцарии, Австралии, Украины, Новой Зеландии.

## Награды
- Благодарность Правительства Российской Федерации (17 января 2023 года) — за большой вклад в развитие российского парламентаризма и активную законотворческую деятельность[4]